# Ulrich Aron
Pour les articles homonymes, voir Aron.
Ulrich Edward Aron, dit Riek Aron, né le 5 octobre 1945 à Paramaribo (Guyane néerlandaise) et mort le 20 avril 2025 dans la même ville, est un homme politique surinamais. Il est membre du parti politique PALU[réf. nécessaire] puis du Parti national démocratique, et président de la Cour des comptes du Suriname.

## Biographie
Ulrich Aron étudie l'administration publique aux Pays-Bas, et rentre au Suriname vers la fin de l'année 1982.
Il est membre du « Mouvement du 25 février », l'ancêtre du PND, et est nommé en janvier 1985 président de l'Assemblée nationale (ADN), le parlement de transition, qui doit préparer la nouvelle constitution.
Le parlement est alors composé de 31 membres : 14 membres nommés par les militaires (dont Ulrich Aron), 11 par le mouvement syndical et 6 par les milieux d'affaires.
Le 25 novembre 1987, les premières élections législatives de l'après-coup d'État sont organisées et marquent le retour à la démocratie. En 1998, Ulrich Aron est nommé par le président Jules Wijdenbosch, président de la Cour des comptes du Suriname, poste qu'il occupe jusqu'en 2008. L'une de ses contributions à la Cour des comptes, est la préparation de programmes de recherche.
Il est également président du Comité consultatif tripartite pendant un certain temps[évasif].
Ulrich Aron meurt le 20 avril 2025 à Paramaribo des suites d'une brève maladie, à l'âge de 80 ans.

## Publications
- (nl) Sabi yu sten: kies bewust, POLDOC, 1996, 85 p. (lire en ligne).
- (nl) Dankbaar – Het leven en werk van Ulrich Edward Aron, 2024 (autobiographie)[5].